# Riccardo Cuor di Leone (serie televisiva)
Riccardo Cuor di Leone (Richard the Lionheart) è una serie televisiva britannica in 39 episodi trasmessi per la prima volta nel corso di una sola stagione dal 1962 al 1963.
È una serie d'avventura a sfondo storico incentrata sulle vicende di corte del re d'Inghilterra Riccardo I, detto Riccardo Cuor di Leone.

## Personaggi e interpreti
- Riccardo Cuor di Leone (39 episodi, 1962-1963), interpretato da Dermot Walsh.
- Sir Gilbert (29 episodi, 1962-1963), interpretato da Robin Hunter.
- Sir Geoffrey (23 episodi, 1962-1963), interpretato da Alan Haywood.
- Principe John (22 episodi, 1962-1963), interpretato da Trader Faulkner.
- Blondel (20 episodi, 1962-1963), interpretato da Iain Gregory.
- Regina Berengaria (12 episodi, 1962-1963), interpretato da Sheila Whittingham.
- Leopoldo d'Austria (9 episodi, 1962-1963), interpretato da Francis De Wolff.
- Corrado del Monferrato (8 episodi, 1962-1963), interpretato da Michael Peake.
- De Fleury (7 episodi, 1962-1963), interpretato da Max Faulkner.
- Lord Chancellor (7 episodi, 1962-1963), interpretato da Ian Fleming.
- Sir Godfrey (5 episodi, 1962-1963), interpretato da Brian McDermott.
- Sir Thomas (5 episodi, 1962), interpretato da John Longden.

### Guest star
Tra le guest star: Raymond Rollett, Tom Bowman, Prudence Hyman, Steve Plytas, Peter Reynolds, Dominic Roche, Humphrey Lestocq, Dawn Beret, Richard Hearne, Peter Illing, Kevin Brennan, Tony Doonan.

## Produzione
La serie fu prodotta da Danziger Productions Le musiche furono composte da Bill LeSage, Buddy Kaye e Philip Springer (questi ultimi autori due del tema musicale Richard the Lionheart). Il regista è Ernest Morris.

### Sceneggiatori
Tra gli sceneggiatori sono accreditati:
- Stanley Miller in 22 episodi (1962-1963)
- Paul Tabori in 15 episodi (1962-1963)
- David Nicholl in 11 episodi (1962-1963)
- Mark Grantham in 7 episodi (1962-1963)

## Distribuzione
La serie fu trasmessa nel Regno Unito dal 4 giugno 1962 al 13 dicembre 1963 sulla rete televisiva BBC. In Italia è stata trasmessa con il titolo Riccardo Cuor di Leone.
Alcune delle uscite internazionali sono state:
- nel Regno Unito il 4 giugno 1962 (Richard the Lionheart)
- in Francia il 13 luglio 1965
- in Germania Ovest il 5 luglio 1966 (Richard Löwenherz)
- in Italia (Riccardo Cuor di Leone)

## Episodi
| Stagione       | Episodi | Prima TV UK |
| -------------- | ------- | ----------- |
| Prima stagione | 39      | 1962-1963   |